# William Humphrey (acteur)
Pour les articles homonymes, voir William Humphrey et Humphrey.
William Humphrey est un acteur, réalisateur, scénariste et producteur américain né le 2 janvier 1875 à Chicopee Falls, Massachusetts (États-Unis), et mort le 4 octobre 1942 à Hollywood (Californie).

## Filmographie

### Comme acteur

#### Années 1900
- 1909 : Ruy Blas
- 1909 : Napoleon and the Empress Josephine : Napoléon Bonaparte
- 1909 : The Life of Napoleon : Napoléon
- 1909 : Napoleon, the Man of Destiny : Napoleon
- 1909 : Oliver Twist, de James Stuart Blackton : Fagin
- 1909 : The Judgment of Solomon : Roi Solomon
- 1909 : The Duke's Jester or A Fool's Revenge
- 1909 : Washington Under the American Flag
- 1909 : The Cobbler and the Caliph
- 1909 : The Way of the Cross
- 1909 : Les Miserables (Part I)
- 1909 : Benedict Arnold : Major Andre
- 1909 : The Life of Moses
- 1909 : Le Songe d'une nuit d'été (A Midsummer Night's Dream), de Charles Kent et J. Stuart Blackton

#### Années 1910
- 1910 : Richelieu; or: The Conspiracy
- 1910 : The Girl and the Judge; or, A Terrible Temptation : Le juge
- 1910 : Twelfth Night : Sir Toby Belch
- 1910 : The Three of Them
- 1910 : Jean and the Waif
- 1911 : Jean Rescues
- 1911 : A Tale of Two Cities (en) : The Duke D'Evremon
- 1911 : Picciola; or, The Prison Flower : De Charney, un prisonnier
- 1911 : Prejudice of Pierre Marie : Giovanni, un musicien
- 1911 : Tested by the Flag
- 1911 : The Death of King Edward III
- 1911 : The General's Daughter
- 1911 : The Wrong Patient
- 1911 : Forgotten; or, An Answered Prayer : Le père
- 1911 : Selecting His Heiress
- 1911 : A Southern Soldier's Sacrifice
- 1911 : A Message from Beyond
- 1911 : An Aeroplane Elopement
- 1912 : The Heart of the King's Jester : Le roi
- 1912 : Her Forgotten Dancing Shoes
- 1912 : The Governor Who Had a Heart : Le Governeur
- 1912 : The Lady of the Lake
- 1912 : The French Spy : Un chef de clan arabe
- 1912 : The Money Kings
- 1912 : The Bogus Napoleon : Napoléon Bonaparte
- 1913 : The Trap
- 1913 : The Chains of an Oath : Gregory
- 1913 : Red and White Roses : Morgan Andrews
- 1913 : The Golden Hoard; or, Buried Alive : Pete
- 1913 : Mixed Identities : Sparkins
- 1913 : Hearts of the First Empire : Napoléon
- 1913 : Captain Mary Brown : Un espion
- 1913 : His Life for His Emperor : Napoléon
- 1913 : A Husband's Trick
- 1913 : The Butler's Secret
- 1913 : An Infernal Tangle
- 1913 : The Snare of Fate : Andrew Mason
- 1913 : An Unwritten Chapter
- 1913 : The Glove : Le mari
- 1913 : My Lady of Idleness : Mr. Hanson, le mari d'Edith
- 1913 : The Penalties of Reputation : Ned Lawlor
- 1913 : The Flirt : Gordon
- 1913 : The Line-Up
- 1913 : Playing the Pipers
- 1913 : A Princess of Bagdad
- 1913 : The Spirit of Christmas
- 1914 : Uncle Bill
- 1914 : Nocturne in E-Flat
- 1914 : The Drudge
- 1914 : The Price of Vanity
- 1914 : The Awakening of Barbara Dare
- 1914 : Mr. Barnes of New York : Comte Musso Danella
- 1914 : Maria's Sacrifice
- 1914 : The Song of the Ghetto
- 1914 : Mr. Bingle's Melodrama
- 1914 : Polishing Up : Dr Reynolds
- 1914 : The Upper Hand
- 1914 : The Man Who Knew
- 1914 : Fine Feathers Make Fine Birds
- 1914 : His Dominant Passion
- 1914 : His Wedded Wife
- 1914 : The Senator's Brother
- 1914 : The Man That Might Have Been
- 1915 : Heredity
- 1916 : Le Clan des Sept (The Secret Seven)
- 1916 : From Out of the Past
- 1916 : Husks
- 1916 : Fathers of Men : Blake
- 1919 : A House Divided : Sir Arthur Stanhope
- 1919 : Pour sa famille (The Way of a Woman) de Robert Z. Leonard : Nathan Caspar

#### Années 1920
- 1922 : The Strangers' Banquet : L'ami de Groom
- 1923 : Vanity Fair : Mr. Sedley
- 1923 : Scaramouche, de Rex Ingram : Le Chevalier de Chabrillone
- 1923 : Haldane of the Secret Service : Edward Ormsby / Fuh Wong / Dr Yu
- 1923 : The Social Code : Procureur de district
- 1923 : La Bonne Étoile (The Man Life Passed By) de Victor Schertzinger : L'avocat
- 1924 : The Dramatic Life of Abraham Lincoln : Stephen A. Douglas
- 1924 : Arizona Express : Henry MacFarlane
- 1924 : Beau Brummel, de Harry Beaumont : Lord Alvanley
- 1924 : One Night in Rome de Clarence G. Badger : George Milburne
- 1925 : Dangereuse Innocence (Dangerous Innocence) de William A. Seiter : John Church
- 1925 : On the Stroke of Three (en) de F. Harmon Weight : John Thornton
- 1925 : Lady Robinhood : Governor
- 1925 : Le Club des trois (The Unholy Three), de Tod Browning : Avocat de la défense
- 1925 : Le Fantôme de l'Opéra (The Phantom of the Opera), de Rupert Julian : M. Debienne
- 1925 : Three Wise Crooks : Grogan
- 1925 : The Gold Hunters : John McAllister
- 1926 : The Danger Girl d'Edward Dillon : Pelham
- 1926 : Midnight Limited : John Reynolds
- 1926 : The Silent Lover : Cornelius Sherman
- 1926 : Les Bateliers de la Volga (The Volga Boatman), de Cecil B. DeMille (non crédité)
- 1927 : Yours to Command : Parsons
- 1927 : The Dice Woman : Ship captain
- 1927 : Temptations of a Shop Girl : John Horton
- 1927 : Aflame in the Sky : Major Savage
- 1928 : The Actress : Mr. Telfer
- 1928 : Life's Crossroads : Le Consul
- 1929 : La Fille sans dieu (The Godless Girl), de Cecil B. DeMille
- 1929 : Devil-May-Care : Napoléon

#### Années 1930
- 1931 : Subway Express : Mr. Cotton
- 1931 : Murder at Midnight, de Frank Strayer : Colton
- 1931 : Manhattan Parade, de Lloyd Bacon : Napoléon
- 1932 : Madame Racketeer : Directeur de banque
- 1932 : Cowboy Counsellor (en) de George Melford : Juge
- 1932 : Tangled Destinies
- 1932 : A Strange Adventure : Coroner
- 1933 : The Vampire Bat : Dr Haupt
- 1933 : Cheating Blondes : City Editor
- 1933 : One Year Later : Conductor
- 1933 : Curtain at Eight
- 1933 : Secret Sinners
- 1934 : L'amour triomphe ou Un drame à Hollywood (The Crime of Helen Stanley), de D. Ross Lederman : Docteur
- 1934 : Are We Civilized? : Napoléon
- 1935 : The Fighting Pilot : F.S. Reynolds
- 1935 : Get That Man : Mr. Brownlee
- 1935 : The Public Menace (en) d'Erle C. Kenton : Petit rôle
- 1935 : False Pretenses (en) de Charles Lamont : Newman
- 1936 : Une aventure de Buffalo Bill (The Plainsman), de Cecil B. DeMille : Hugh McCulloch
- 1937 : Find the Witness : Ministre
- 1937 : Dick Tracy (en) : Mr. James [Chs. 7, 12]

### Comme réalisateur

#### Années 1910
- 1910 : The Three of Them
- 1910 : In Neighboring Kingdoms
- 1911 : A Tale of Two Cities (en)
- 1911 : Selecting His Heiress
- 1911 : A Southern Soldier's Sacrifice
- 1911 : An Aeroplane Elopement
- 1911 : The Freshet
- 1911 : A Slight Mistake
- 1911 : The Military Air-Scout
- 1912 : The Heart of the King's Jester
- 1912 : The Money Kings
- 1912 : Nothing to Wear
- 1912 : Every Inch a Man
- 1912 : None But the Brave Deserve the Fair
- 1912 : The Scoop
- 1912 : The Dandy, or Mr. Dawson Turns the Tables
- 1912 : Planting the Spring Garden
- 1913 : The Trap
- 1913 : The Chains of an Oath
- 1913 : That College Life
- 1913 : Red and White Roses
- 1913 : The Golden Hoard; or, Buried Alive
- 1913 : Mixed Identities
- 1913 : Hearts of the First Empire
- 1913 : Captain Mary Brown
- 1913 : His Life for His Emperor
- 1913 : A Husband's Trick
- 1913 : The Butler's Secret
- 1913 : An Infernal Tangle
- 1913 : The Snare of Fate
- 1913 : An Unwritten Chapter
- 1913 : The Glove
- 1913 : My Lady of Idleness
- 1913 : The Penalties of Reputation
- 1913 : The Flirt
- 1913 : The Line-Up
- 1913 : Playing the Pipers
- 1913 : The Spirit of Christmas
- 1914 : Nocturne in E-Flat
- 1914 : Maria's Sacrifice
- 1914 : The Song of the Ghetto
- 1914 : The Upper Hand
- 1914 : The Man Who Knew
- 1914 : Fine Feathers Make Fine Birds
- 1914 : His Dominant Passion
- 1914 : His Wedded Wife
- 1914 : The Senator's Brother
- 1914 : The Man That Might Have Been
- 1914 : An Affair for the Police
- 1915 : The Slightly Worn Gown
- 1915 : For Another's Crime
- 1915 : Hearts to Let
- 1915 : The Radium Thieves
- 1915 : The Millionaire's Hundred Dollar Bill
- 1915 : The Scar
- 1915 : The Return of Maurice Donnelly
- 1915 : The Way of the Transgressor
- 1915 : To Cherish and Protect
- 1915 : The Good in the Worst of Us
- 1915 : The Shadow of Fear
- 1915 : The Butterfly's Lesson
- 1915 : On the Turn of a Card
- 1915 : Heredity
- 1915 : Sam's Sweetheart
- 1915 : The Flower of the Hills
- 1915 : On Her Wedding Night
- 1916 : Le Clan des Sept (The Secret Seven)
- 1916 : From Out of the Past
- 1916 : Husks
- 1916 : Fathers of Men
- 1916 : The Footlights of Fate
- 1917 : Two Men and a Woman
- 1917 : Babbling Tongues
- 1918 : Joan of Plattsburg
- 1918 : The Unchastened Woman
- 1919 : Atonement

#### Années 1920
- 1920 : The Wife Whom God Forgot
- 1920 : The Midnight Bride
- 1920 : The Black Spider
- 1922 : Foolish Monte Carlo

### Comme scénariste

#### Années 1910
- 1917 : Babbling Tongues
- 1918 : The Unchastened Woman
- 1919 : Atonement

#### Années 1920
- 1920 : The Black Spider
- 1922 : Foolish Monte Carlo

### Comme producteur
- 1919 : Atonement